# František Valena
František Valena (* 2. Oktober 1913 in Dačice; † 31. August 1960 in Prag) war ein tschechischer Politiker, Jurist, Vorsitzender der Zentrale der Katholischen Studenten (ÚKS), Studentenführer und politischer Gefangener des kommunistischen Regimes.

## Leben

### Bis zum Jahr 1939
František Valena wurde als zweites Kind des Schreiners Vincenc Valena und der Näherin Antonie, geb. Zamazal in Dačice geboren. Hier absolvierte er die Grundschule und wuchs im traditionell katholischen Milieu Süd-Mährens auf. Als begabter Schüler wurde er zunächst auf das erzbischöfliche Gymnasium nach Prag geschickt. Später setzte er den Schulbesuch auf dem staatlichen Gymnasium in Brno (Brünn) fort, wo er im Jahre 1935 das Abitur ablegte und sich an der Masaryk-Universität für das Jurastudium immatrikulierte. Als Student entwickelte er rege gesellschaftspolitische Aktivitäten. Er trat in die Tschechoslowakische Volkspartei ein und engagierte sich in der Sozialen studentischen Vereinigung. Er wurde zum Vorsitzenden der mährisch-schlesischen Sektion der katholischen Hochschulstudenten und zum stellvertretenden Vorsitzenden der Zentrale der katholischen Studenten (ÚKS) im Rahmen der Katholischen Aktion gewählt. Er engagierte sich auch im Orel (Adler), einer Organisation für Körpererziehung, wo er Dr. med. Vojtěch Jílek kennenlernte. Dieser wurde während der deutschen Okkupation Leiter der Orel Widerstandsgruppe und als solcher im Jahre 1941 hingerichtet.
In den folgenden Jahren entfaltete er umfangreiche Aktivitäten in der katholischen Studentenbewegung, organisierte und veranstaltete Seminare, Sommercamps u. v. a. m. und beteiligte sich an Kongressen der Pax Romana (internationale Organisation katholischer Intellektueller) in Polen, Österreich und Jugoslawien. Im Jahre 1938 wurde er zum Vorsitzenden der Zentrale der katholischen Studenten gewählt, bemühte sich um die Vereinigung der tschechisch-mährischen und slowakischen ÚKS, wie auch um Annäherung der Tschechen und Slowaken. Er arbeitete mit der polnischen katholischen studentischen Vereinigung zusammen, war Organisator und Teilnehmer verschiedener Kongresse und Arbeitskonferenzen.

### Während des Krieges
Unmittelbar nach der Schließung der tschechischen Universitäten durch die deutsche Besatzungsmacht im November 1939 wurde František Valena als bekannter Studentenführer durch die Gestapo gesucht. Zunächst versteckte er sich bei Freunden in Brno. Nach der Aufforderung von Dr. med. Jílek, Kontakt zu Dr. Hála und Dr. Šrámek (führender Politiker der Volkspartei, Regierungsmitglied und Vorsitzender der späteren Londoner Exilregierung) aufzunehmen, gelang es ihm unter dramatischen Umständen über die Slowakei nach Jugoslawien zu fliehen, wo er nach Absprache mit Šrámek und Hála vorläufig in Ljubljana blieb. Dort trat er mit der slowenischen Pax Romana und der Katholischen Aktion in Verbindung und setzte sein Jurastudium fort. In Ljubljana lernte er seine zukünftige Ehefrau Danica Kržič kennen.
Über seine Kontakte mit der tschechoslowakischen Exilregierung in London existieren nur wenige Dokumente. Seine Aufgabe war es offensichtlich Kontakte für die internationale Anerkennung der Exilregierung durch den Vatikan, zu vermitteln. Im März 1941 wurde er von London aus beauftragt, in Jugoslawien Freiwillige für den Weg nach Palästina zu sammeln, wo ein tschechisches Armeecorps organisiert wurde. Anfang April fuhr er deswegen nach Belgrad, wo er Zeuge der deutschen Bombardierung der Stadt wurde. Dadurch wurde sein Auftrag vereitelt und er kehrte nach Ljubljana zurück. Im Herbst 1942 fuhr er nach Rom, wo er an der Lateran-Universität zwei Semester lang Kirchenrecht studierte. Dort freundete er sich mit dem Theologen Antonín Mandl an, mit dem er nach dem Krieg in Prag intensiv zusammenarbeitete.

### Nach dem Jahr 1945
Im Mai 1945 kehrte František Valena in seine befreite Heimat zurück. Erneut widmete er sich im Rahmen der ÚKS und der Katholischen Aktion mit großem Elan der Arbeit mit der akademischen Jugend. Gleichzeitig wurde er Staatssekretär im Postministerium bei František Hála. Im Jahre 1946 heiratete er und 1948 wurde dem Ehepaar die Tochter Danica geboren. Nach dem kommunistischen Putsch im gleichen Jahr wurde František Valena sofort zur Zielscheibe der Repression. Bereits eine Woche nach der Machtübernahme wurde ihm gekündigt. In dieser Zeit sich steigernder kommunistischer Unterdrückung setzte sich František Valena mutig für die bürgerlichen und religiösen Rechte ein. Er beteiligte sich an Gesprächen zwischen Regierung und der Kirche. Zusammen mit Antonín Mandl initiierte er die Erklärung des Erzbischofs Beran von 15. Juni 1948, nach der die Kirche mit dem Regime nicht kollaborieren werde. Seine Familienwohnung stellte er für geheime Zusammenkünfte und als Asyl für diejenigen zur Verfügung, die sich vor ihrer Flucht verstecken mussten, und unterstützte sie auch finanziell. In dieser Zeit wurde dem Ehepaar der Sohn Tomáš geboren.
Valena wurde am 30. November 1950 verhaftet. Im März des nächsten Jahres wurde die zweite Tochter Miriam geboren. Im Gerichtsprozess wurde František Valena der Hauptangeklagte einer willkürlich konstruierten staatsfeindlichen Gruppe katholischer Laien (Valena & Co.). Für ihn wurde die Todesstrafe beantragt. Nach Aussagen der Anwesenden gehörte er zu den Wenigen, die trotz drohender Höchststrafe auch vor dem Gerichtstribunal selbstbewusst und mutig auftraten. Am 16. August 1951 wurde er wegen „Straftaten des Staatsverrats und der Spionage“ zu 22 Jahren Haft verurteilt. So begann im Prager Gefängnis Pankrác sein zehnjähriger Leidensweg durch die tschechoslowakischen Gefängnisse und Straflager: Gefängnis Bory bei Plzeň, Strafanstalt Mírov, das berüchtigte Lager Leopoldov, Bytíz bei Příbram, wo er in den Urangruben arbeiten musste. Im Jahre 1956 wurde er wegen vermeintlicher staatsfeindlicher Tätigkeiten im Gefängnis, in die Untersuchungshaft nach Pankrác überstellt. Es wurde eine Anklage vorbereitet, in der neben anderen, auch seine Frau der Spionage bezichtigt wurde. In dieser Zeit wurde sie schweren Verhören ausgesetzt. Nach vier Monaten Untersuchungshaft kam er in das Gefängnis Valdice. Im Oktober 1957 wurde er im Gefängniskrankenhaus von Pankrác an einem Nierenkarzinom operiert und anschließend zurück nach Valdice verlegt. Die Erkrankung schritt jedoch rasch voran, weswegen der Strafvollzug unterbrochen wurde, um Bestrahlungen an der Universitätsklinik Prag zu ermöglichen. Unter regelmäßiger Kontrolle der Staatssicherheit dauerten die Unterbrechungen bis Juni 1960. Von der allgemeinen Amnestie im Mai 1960 wurde er ausgeschlossen.
Er starb am 31. August 1960 im Kreise seiner Familie. Nur einige Stunden nach seinem Tod wurde ihm die Aufforderung zugestellt, binnen 24 Stunden zur Fortsetzung des Strafvollzugs in Valdice anzutreten. Begraben ist er auf dem alten Friedhof in seiner Geburtsstadt Dačice.

## Persönlichkeit
František Valena lebte von Kindheit an in äußerst bescheidenen Verhältnissen. Vielleicht hatte er gerade deswegen ein besonderes Verständnis für bedürftige und von Schicksal betroffene Menschen. Er widmete sich ihnen mit großer Empathie und Opferbereitschaft. Obwohl er aus einfachen Verhältnissen stammte, wurde ihm ein Hochschulstudium ermöglicht. Seine Bestimmung sah er deshalb in der Arbeit mit der Jugend, in der Vertiefung des geistigen Lebens von Heranwachsenden.
Die traditionelle südmährische Religiosität reifte bei ihm sehr bald zu einem freien, kritischen, persönlichen und dem eigenen Gewissen verantwortlichen Glauben. Im Gebet schöpfte er Kraft für die apostolische Sendung in die Welt.
František Valena war seiner Berufung nach kein Politiker, sondern ein Mensch, der für die Verbreitung des Reiches Gottes in der Welt arbeitete. Er war ein wahrhaftiger Laienapostel, in einer Zeit, in der man sich allzu gern auf hierarchische kirchliche Strukturen verließ. In der schweren Zeit der kommunistischen Verfolgung bemühte er sich um eine Kirche, die sich nicht durch Kollaboration mit dem totalitären Regime kompromittierte.
In seinem Bemühen für die Einheit christlicher Laienorganisationen der Tschechen, Slowaken, Polen und Slowenen ließ er sich durch die Kyrill-Method-Tradition inspirieren.
František Valena war eine charismatische Persönlichkeit, die durch Beispiel und feinfühliges, gleichzeitig aber auch entschiedenes Handeln zu überzeugen vermochte. Seine Zeitgenossen gaben Zeugnis von seinem Charakter und seinen Eigenschaften: „Geradlinigkeit, Ernsthaftigkeit, Bescheidenheit, Ausgeglichenheit und Entschlossenheit, Konsequenz, Geduld, Empfindsamkeit und Aufmerksamkeit, Gerechtigkeit, Idealismus, Treue und Opferbereitschaft“.
Dank dieser Eigenschaften und seiner unermüdlichen Tätigkeit war er bei der akademischen Jugend sehr beliebt. Bereits als Zweiundzwanzigjähriger wurde er als „otecko“ (Vater) angesprochen. Als beliebter Studentenführer stellte er eine Gefahr für jedes totalitäre Regime dar. So wurde er folgerichtig zu Zielscheibe sowohl der nazistischen als auch der kommunistischen Verfolgung. Gefangenschaft, lebensbedrohliche Krankheit und alles Leid nahm er aufrecht und mutig an, bewusst und ohne Hader, ergeben in den Willen Gottes und als Preis für seine Überzeugung.

## Zitate
„In meinen Erinnerungen wird er dauerhaft als einer der edelsten Menschen leben, die ich auf dieser Welt kennen gelernt habe. Seine Wahrhaftigkeit, begeisternder Idealismus, Treue, Direktheit in Verbindung mit beispielhafter Bescheidenheit und seiner Feinfühligkeit waren Eigenschaften, die jeden bezaubert haben, der mit ihm in Kontakt gekommen ist.“

Dominik Pecka, 1960

(1895-1981; Prof. der Theologie, Pädagoge, Philosoph und Schriftsteller. Vor der Festnahme ein enger Mitarbeiter, später Mitgefangener).
„Er war nie ein religiöser Fanatiker, auch kein so genannter „Frommer“, sondern ein vernünftig in der Welt stehender Christ. Gebildet, ruhig, geistig reif, mitfühlend mit den Leidenden und müden Menschen, mit Sinn für Arme und Kranke. Sein Weitblick als Staatsmann, der aus dem tschechischen Volk ein Volk der Gebildeten und aus dem Land einen europäisch orientierten Staat machen wollte, überstieg den Horizont seiner Zeit.“

Bohuslav Černý, 1970 

(1924-1989; Mitarbeiter des katholischen Ordinariats in Olomouc und im ÚKS, Mitverurteilter im Prozess: „Valena & co.“, später wurde auch seine Frau verhaftet).
„Mein Eindruck aus dieser ersten Begegnung überdauert in mir bis heute als ein nicht zu löschendes suggestives Erlebnis. Gefesselt hat mich damals sofort sein Antlitz mit dem liebeswürdigen weichen Blick, jedes Mal ganz konzentriert und dem Inhalt verpflichtet, um den es ging: Sein Benehmen, sein Auftreten, die Folge der Gedanken und Worte, Ausdrucksweise und Formulierung waren niemals aggressiv, auch nicht diktierend, sondern tief durchdacht, ruhig, gefüllt mit langjähriger persönlicher Erfahrung und mit objektiver Erkenntnis. Sein Denken mündete stets in eine klare überzeugende Argumentation. Aus seiner gesamten Persönlichkeit strahlte Lauterkeit des Charakters sowie geistige Tiefe und Kraft des Herzens und der Seele.“

Miloš Jedlička; Erinnerung an die erste und an weitere Begegnungen in ÚKS nach dem Krieg.
„Ich habe erkannt, dass er sehr beliebt war - er wurde „otecko“ (mährisch Vater) genannt – aber auch, dass er ein Mensch ist, dem es um die Sache, nicht um persönliche Karriere oder Prestige geht, ein wahrhaftiger Laienapostel mit Leib und Seele.“

Stanislav Hofírek, 1968 

(1916-1993; intimer Freund und Mitarbeiter im ÚKS, bis zu seiner Flucht 1949 nach Australien, wohnte er über ein Jahr lang bei der Familie Valena.)